# Toui de Spix
Forpus xanthopterygius
Espèce
Statut de conservation UICN

 LC  : Préoccupation mineure
Statut CITES
Le Toui de Spix (Forpus xanthopterygius) est une espèce d'oiseaux appartenant à la famille des Psittacidae.

## Description
Cette espèce ressemble beaucoup au Toui été. Elle s'en distingue par la couleur bleu intense des ailes et du croupion. Elle mesure environ 12 cm et présente un plumage à dominante verte.

## Sous-espèces
Selon la classification de référence du Congrès ornithologique international (14.2, 2024) :
- flavescens — Bolivie ;
- flavissimus — nord-est du Brésil.
- xanthopterygius — forêt atlantique ;